# AB Doradus C

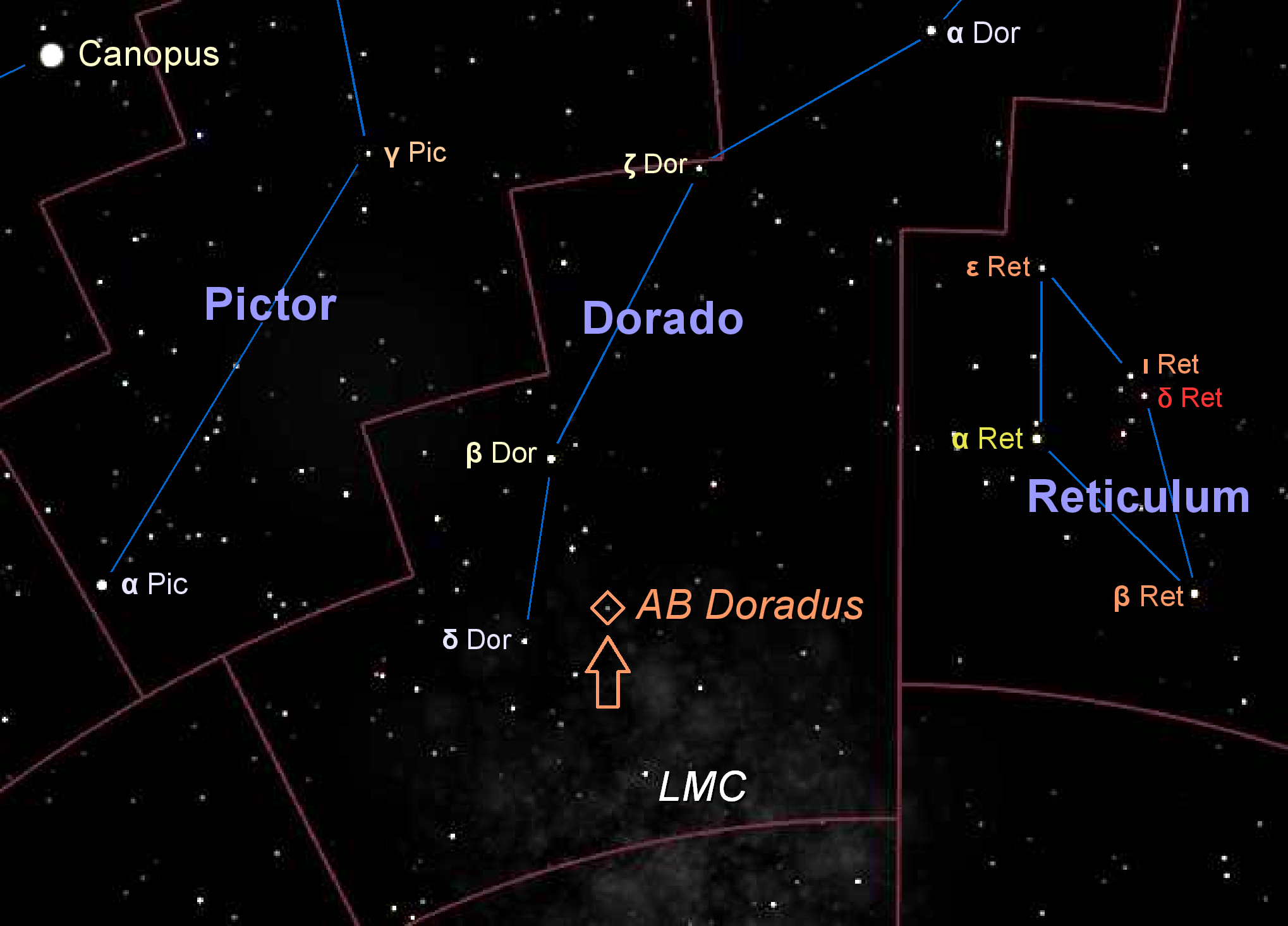
Localización del sistema AB Doradus.

AB Doradus C (HD 36705 C / HIP 25647 C)  es un candidato prometedor para un sistema binario de enana marrón donde el componente primario AB Doradus Ca está en el límite de masa para la fusión de hidrógeno y AB Doradus Cb está en el límite de masa para la fusión de deuterio. Se encuentra a 15,2 parsecs (49,5 años luz) de distancia.

## Descubrimiento
AB Dor C fue descubierto en 1997 mediante observaciones de VLBI (Very Long Baseline Interferometry), Guirado et al. (1997) inicialmente detectó un objeto subestelar orbitando a 0.2" de AB Dor A, siendo posteriormente confirmado por observaciones en infrarrojo (VLT, SINFONI, Spitzer).
Recientemente el objeto fue analizado desde el interferómetro del Very Large Telescope (VLTI) utilizando el instrumento AMBER de banda K (2,2 μm) para revelar su naturaleza binaria. El modelo inicial de la estrella individual mostraba una incompatibilidad debida a un exceso de brillo que no podía explicarse satisfactoriamente mediante modelos evolutivos. Las nuevas señales interferométricas de VLTI-AMBER permitieron observar su luminosidad con precisión e interpretar la señal como dos objetos separados, dando como resultado un modelo más acorde con las observaciones.

## Características orbitales
La separación angular de AB Dor A-C es de 0.304" que equivale 4.65 UA, y la separación AB Dor Ca-Cb es de 38 mas equivalente a ~0.57 UA.
Este sistema muestra ciertos paralelismos con GJ 2060 AB, LSPM J1314+1320 AB.